# Prag-Kortschak-Kultur

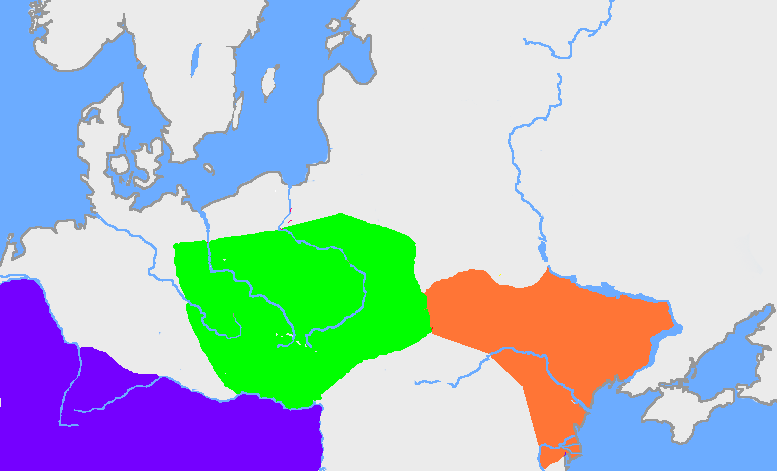
Prag-Kortschak-Kultur
Penkowka-Kultur

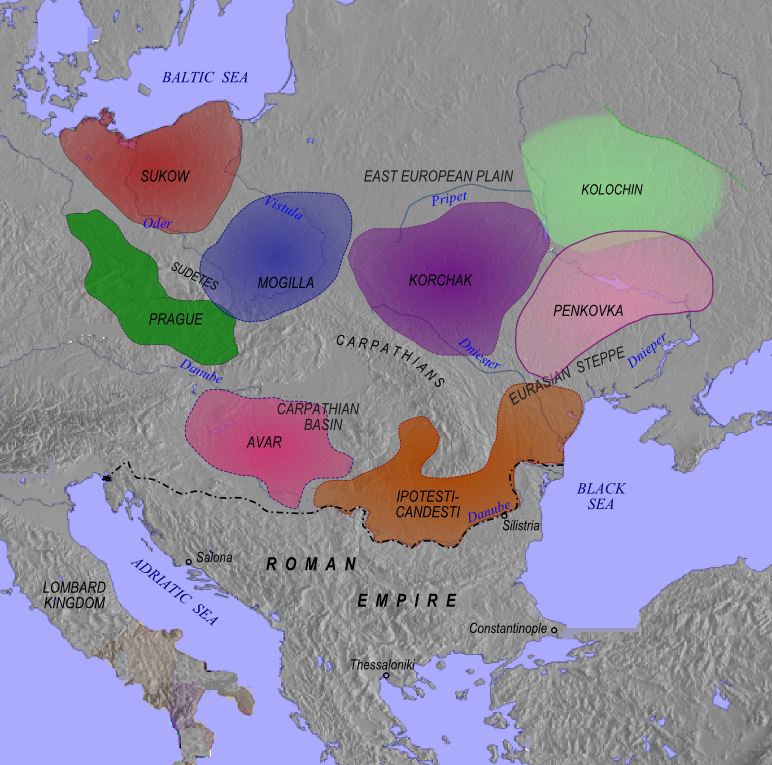
Gruppen der Prag-Kortschak-Kultur und benachbarte Kulturen im 7. Jahrhundert

Die Prag-Kortschak-Kultur (englisch Prague-Korchak culture) war eine archäologische Kultur des 5. bis 7. Jahrhunderts im Gebiet des heutigen Deutschlands, Polens, Tschechiens, der Slowakei, von Belarus und der Ukraine.
Sie umfasste die
- Prager Kultur
- Kortschak-Kultur

Sie erstreckte sich vom mittleren Dnepr und Prypjat bis zur Donau, der mittleren Elbe und der Havel.
Im Osten grenzte die Prag-Kortschak-Kultur an die slawische Kolotschin-Kultur, im Südosten an die Penkowka-Kultur, im Nordosten an die baltische Ostlitauische Hügelgräberkultur und im Westen an das fränkische Reich.
Träger der Kultur waren namentlich nicht erwähnte frühslawische Stämme.

## Entstehung
Die Prag-Kortschak-Kultur entstand im 4. oder frühen 5. Jahrhundert am oberen Prypjat oder der oberen Weichsel aus der Kiewer Kultur unter Einfluss der Przeworsk-Kultur und der Tschernjachow-Kultur.
Mitte des 5. bis Anfang des 6. Jahrhunderts breitete sie sich bis zur oberen und mittleren Weichsel, der oberen Oder, dem östlichen Karpatenvorland, dem oberen Südlichen Bug und dem mittleren Dnepr aus. Mitte des 6. Jahrhunderts bis Anfang des 7. Jahrhunderts dann bis zur Donau und der mittleren Elbe und Havel.

## Wirtschaft
Ackerbau (Weizen, Roggen, Hafer) und Viehzucht (Rinder, Schweine, Schafe, Hühner) waren Lebensgrundlage.
Die Keramik war handgeformt und meist unverziert. Sie zeigt Prägungen durch die Urnenfelderkultur und die La Tène-Kultur.
Es gab Metallverarbeitung (Eisen), als Materialien wurden auch Holz, Stein, Knochen, Leder u. a. verwendet.

## Siedlungen
Die Siedlungen lagen meist an Flüssen oder Seen und waren zum größten Teil unbefestigt. Diese hatten eine Fläche von 0,5 bis 1,5 ha und bestanden aus 8–20 Häusern.
Die Häuser waren meist in die Erde eingetieft, nahezu quadratisch und zwischen 6 und 20 m² groß.

## Bestattungskultur

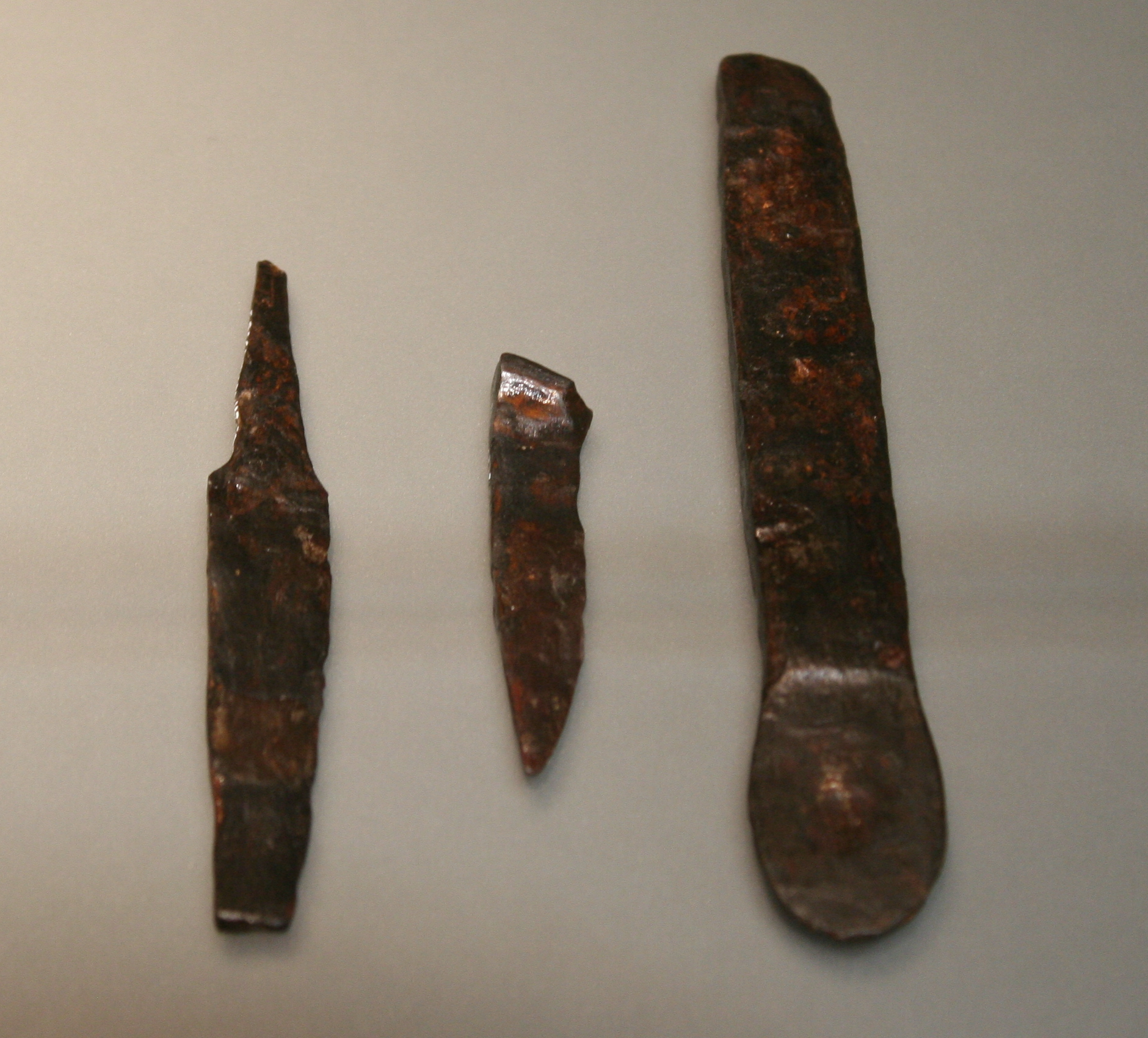
Artefakte aus einer Brandbestattung, Grab 4510 vom Gräberfeld von Liebersee, Prager Horizont, 600–650 n. Chr., Staatliches Museum für Archäologie Chemnitz

Leichenbrand wurde in Urnen in Gräberfeldern bestattet, in seltenen Fällen in Hügelgräbern.
Es gab wenige Grabbeigaben (Gebrauchsgegenstände, Schmuck).

## Folgekulturen
Aus der Prag-Kortschak-Kultur entwickelten sich die Kulturen einiger ostslawischer und aller westslawischen Stämme.